# 尼西達島

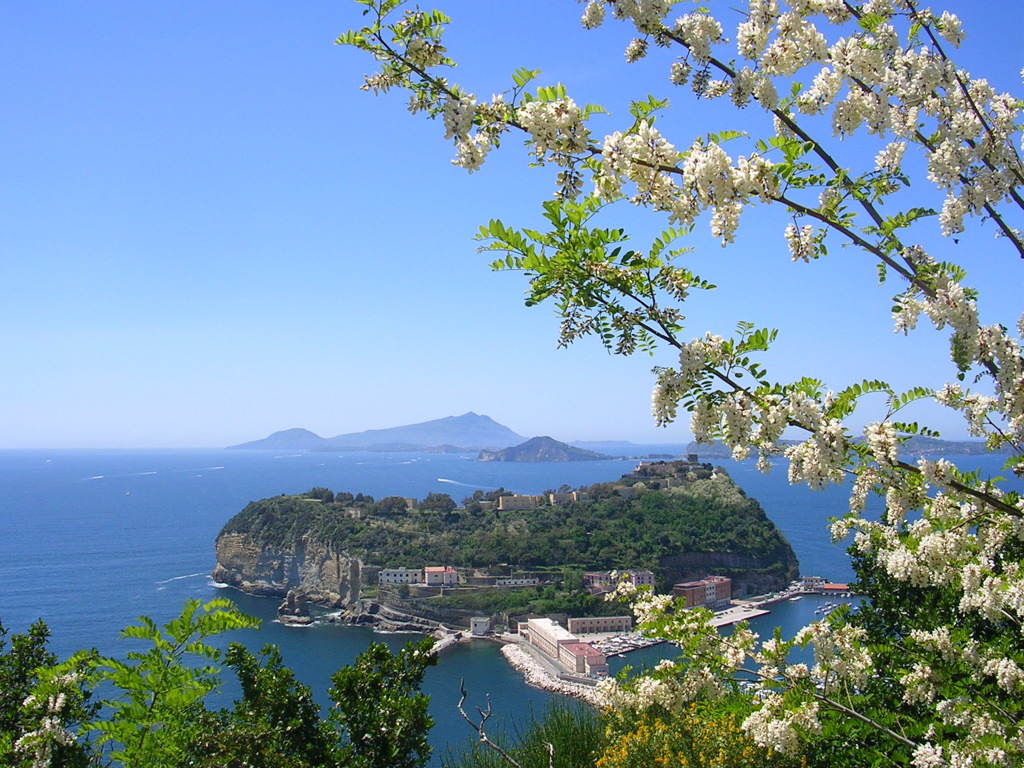

尼西達島是意大利的島嶼，位於該國西南部提雷尼亞海，屬於坎帕尼亞群島的一部分，由那不勒斯負責管轄，直徑約0.5公里，最高點海拔高度105米。

## 外部連結
- Item on Nisida and prisoner Carlo Poerio
- Review of Gladstone's pamphlet
- Aerial photo （页面存档备份，存于）

40°47′43″N 14°09′48″E / 40.79528°N 14.16333°E